# Instituto Jalisciense de Antropología e Historia
El Instituto Jalisciense de Antropología e Historia  es una institución ubicada en el estado de Jalisco, México, dedicada al estudio, preservación y difusión del patrimonio cultural e histórico de la región. El instituto se centra en la antropología e historia, con el objetivo de comprender y documentar los aspectos culturales, arqueológicos e históricos de Jalisco.

## Funciones
Las funciones y actividades clave del Instituto Jalisciense de Antropología e Historia pueden incluir:
Investigación Arqueológica: Realizar excavaciones arqueológicas e investigaciones para descubrir y estudiar antiguas civilizaciones y culturas en Jalisco.
Estudios Antropológicos: Investigar las prácticas culturales, tradiciones y estructuras sociales de las diversas comunidades dentro de Jalisco.
Preservación Histórica: Trabajar para preservar sitios históricos, monumentos y artefactos para asegurar que el patrimonio cultural de Jalisco esté protegido para las generaciones futuras.
Curaduría de Museos: Gestionar y organizar museos o espacios de exhibición que muestren la riqueza cultural e histórica de la región.
Divulgación y Educación Pública: Interactuar con el público a través de programas educativos, exposiciones y publicaciones para crear conciencia y aprecio por el patrimonio cultural de Jalisco.
Trabajo Archivístico: Recopilar, organizar y mantener archivos de documentos históricos, fotografías y otros materiales relevantes para la historia de Jalisco.
Colaboración: Colaborar con otras instituciones, investigadores y académicos para mejorar la comprensión del contexto cultural e histórico de Jalisco.